# ۱۳۴۳ (خورشیدی)
۱۳۴۳ هزار و سیصد و چهل و سومین سال هجری خورشیدی سالی عادی بود.

## رویدادها
- ۱۷ خرداد - واشنگتن - دانشگاه جرج تاون به محمد رضا شاه پهلوی دکترای افتخاری پیشکش می‌کند.
- ۱۹ خرداد - نیویورک - دانشگاه نیویورک به محمد رضا شاه پهلوی دکترای افتخاری پیشکش می‌کند.
- ۲۱ خرداد - لس انجلس - دانشگاه کالیفرنیا به محمد رضا شاه پهلوی دکترای افتخاری پیشکش می‌کند.
- ۲۶ شهریور - تهران - هایله سلاسی امپراتور اتیوپی برای دیدار رسمی وارد تهران می‌شود.
- ۲۱ مهر: تصویب لایحه کاپیتولاسیون در مجلس شورای ملی.
- ۲۶ آبان - تهران - بودوئن پادشاه بلژیک همراه ملکه فا بیولا برای دیدار رسمی وارد تهران می‌شود.
- ۳۰ آذر - تهران - آیت‌الله مطهری و بهشتی و محمد جواد باهنر و علی اکبر هاشمی رفسنجانی در حسینیه ارشاد وعظ می‌کنند. هزینه بنای این مسجد را بازرگانان تهران پرداخته‌اند.
- ۲۷ اسفند: انجام نخستین راهپیمایی فضایی جهان توسط الکسی لئونوف کیهان‌نورد روسی.

## زادروزها
- ۲۵ فروردین - فریبرز عرب‌نیا، بازیگر
- ۱ مرداد - علی قوی تن، کارگردان سینما
- ۱۵ مرداد - هنگامه، خواننده
- ۱ آذر - غلامرضا خوشرو، ملقب به خفاش شب
- ۱۹ بهمن - افشین قطبی، مربی بین‌المللی فوتبال ایرانی آمریکایی

تاریخ نامشخص
- الهام امین‌زاده، حقوقدان و سیاستمدار ایرانی
- خلیل جوادی، شاعر، ترانه سرا و طنز پرداز

## درگذشت‌ها
- ۲۱ تیر - حسین علاء : سیاستمدار و نخست وزیر ایران در دوره پهلوی
- شهریور - مستوره افشار، فعال حقوق زنان در جمعیت نسوان وطنخواه
- ۲ بهمن - نظام وفا : شاعر ایرانی و استاد نیما یوشیج